# Джаяварман I
Джаяварман I (кхмер. ជ័យវរ្ម័នទី១, VII век — 681) — правитель Ченлы (657—691/700).

## Биография
Преемник Бхававармана II, сын племянницы Ишанавармана I.
Попытался объединить страну. Правил из Пурандарапуры, точное местоположения этой столицы неизвестно, возможно это район Ангкора, близ горного храма Ак Ем.
Ему удалось отвоевать большую часть земель, которыми владел и управлял его внучатый дядя Ишанаварман I, но после его смерти государство снова развалилось.
Последняя известная надпись правления Джаявармана I датируется 691 годом хотя вероятно, он прожил до 700 года.
Его посмертное имя — Шивапура (кхмер. ឝិវបុរ, тот, кто удалился в обитель Шивы")